# Krwistoborowik lubczykowy

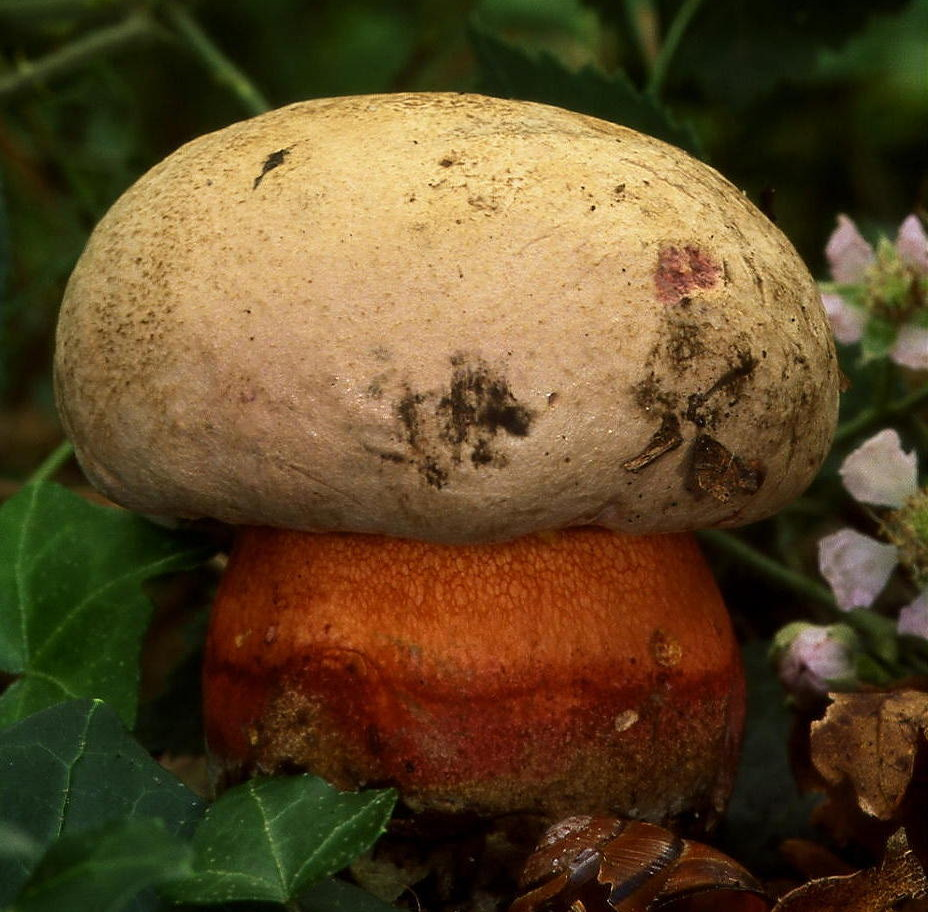

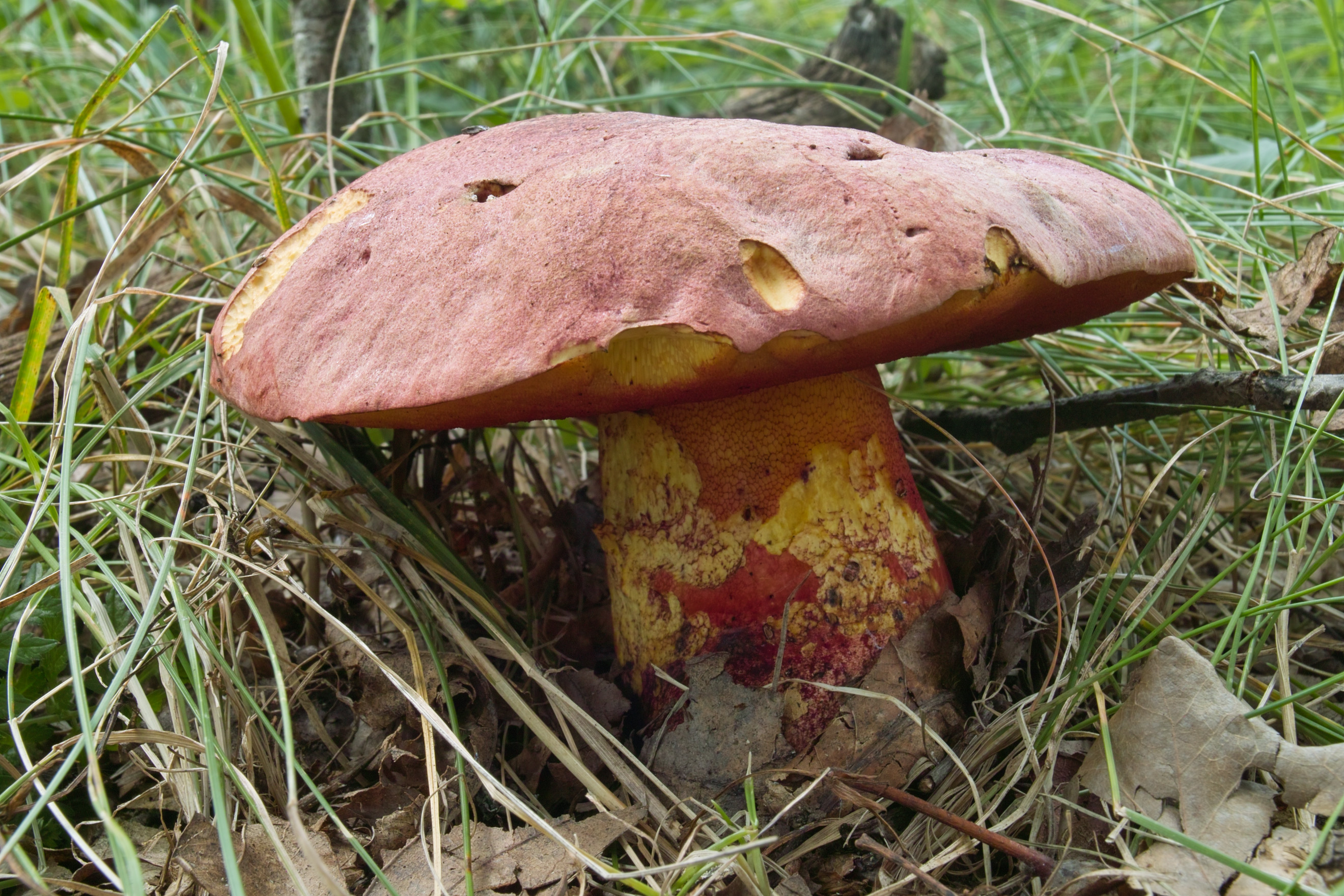

Krwistoborowik lubczykowy (Rubroboletus legaliae (Pilát & Dermek) Della Maggiora & Trassinelli) – gatunek grzybów z rodziny borowikowatych (Boletaceae).

## Systematyka i nazewnictwo
Pozycja w klasyfikacji według Index Fungorum: Rubroboletus, Boletaceae, Boletales, Agaricomycetidae, Agaricomycetes, Agaricomycotina, Basidiomycota, Fungi.
Po raz pierwszy takson ten zdiagnozował w roku 1968 Albert Pilát nadając mu nazwę Boletus legaliae. Obecną, uznaną przez Index Fungorum nazwę nadali mu w roku 2015 Della Maggiora & Trassinelli, przenosząc go do rodzaju Rubroboletus. To skutek przeprowadzonych w ostatnich latach badań filogenetycznych w obrębie rodzaju Boletus. Wyniki tych badań istotnie zmieniły systematykę gatunków dawniej zaliczanych do tego rodzaju. W 2021 Komisja ds. Polskiego Nazewnictwa Grzybów Polskiego Towarzystwa Mykologicznego zarekomendowała używanie nazwy „krwistoborowik lubczykowy”.
Niektóre synonimy nazwy naukowej:
- Boletus legaliae Pilát 1968
- Boletus legaliae Pilát & Dermek 1969
- Boletus purpureus var. legaliae Pilát & Ušák 1959
- Boletus spinarii Hlaváček 2000
- Boletus splendidus subsp. moseri Singer & Kuthan 1976
- Rubroboletus legaliae Pilát ex Mikšík 2014
- Suillellus legaliae Pilát ex Blanco-Dios 2015[3].

Nazwa systematyczna upamiętnia francuską mykolożkę Marcelle Le Gal, stąd czasem spotyka się polską nazwę „borowik le Galowej”.

## Morfologia
Kapelusz
Średnica 5–15 cm, kształt początkowo półkulisty, potem płaskołukowaty z płaskim dużym garbem na wierzchołku. U młodych owocników szarobiały, potem brązowawy-brązowooliwkowy, po uszkodzeniu różowawy lub barwy „starej róży”.
Rurki
Przy trzonie wolne. U młodych okazów są żółte, potem oliwkowożółte. Pory o barwie od karminowoczerwonej do winnoczerwonej, u starszych okazów blaknące.
Trzon
Wysokość 5–8 cm, grubość 3–5 cm, kształt początkowo baryłkowaty, potem pałkowaty. Powierzchnia bladożółta, pokryta drobniutką czerwonawą siateczką, pod kapeluszem zanikająca.
Miąższ
Jasnożółty, niebieszczeje (młode owocniki) lub zielenieje (starsze) po przekrojeniu. Ma zapach cykorii.
Wysyp zarodników
Ochrowobrązowy. Zarodniki 11–16 × 6–6,5 μm, wrzecionowate i gładkie.
Gatunki podobne
Jest podobny do krwistoborowika szatańskiego, który odróżnia się od lubczykowego nieprzyjemnym zapachem, jest też silniej trujący.

## Występowanie
Ciepłe i świetliste lasy liściaste, pod bukami i dębami, na obojętnych lub kwaśnych glebach, w Europie spotykany we Francji, Włoszech, Niemczech, Czechach, na Słowacji, południowej Anglii. Angielskie źródła z XX w. podają jego występowanie również w Polsce, ale pierwsze potwierdzone stwierdzenie pochodzi z 2014 z Kotliny Raciborskiej.

## Znaczenie
Grzyb mykoryzowy. Jest grzybem trującym, chociaż niektórzy autorzy podają, że dobrze ugotowany jest nieszkodliwy.